# Near Death Experience (album)
Near Death Experience è il quarto album in studio del gruppo hardcore statunitense Cro-Mags, pubblicato nel 1993.

## Tracce
1. Say Goodbye to Mother Earth – 5:03
2. Kali-Yuga – 6:23
3. War on the Streets – 3:27
4. Death in the Womb – 2:16
5. Time I Am – 4:42
6. Reflections – 4:21
7. Near Death Experiences – 3:33
8. The Other Side of Madness – 4:41

## Formazione
- John Joseph – voce
- Harley Flanagan – voce, basso
- Doug Holland – chitarra
- Gabby Abularach – chitarra
- Dave DiCenso – batteria